# Ambalamahasoa
Ambalamahasoa is een plaats en commune in het zuiden van Madagaskar, behorend tot het district Fianarantsoa II, dat gelegen is in de regio Haute Matsiatra. Tijdens een volkstelling in 2001 telde de plaats 8.012 inwoners.
De plaats biedt enkel lager onderwijs aan. 91 % van de bevolking werkt als landbouwer, 5,5 % houdt zich bezig met veeteelt en 1,5 % verdient zijn brood als visser. De belangrijkste landbouwproducten zijn mais en rijst; ander belangrijk product zijn bonen. Verder is 0,5% actief in de dienstensector en heeft 1,5% een baan in de industrie.